# Líšeň (zámek)
Zámek Líšeň se nachází v centru městské části Brno-Líšeň v okrese Brno-město. Trojkřídlý jednopatrový barokní zámek vznikl po roce 1714 přestavbou starší renesanční tvrze, na počátku 19. století prošel úpravami. Zámek je chráněn jako kulturní památka.

## Historie
Na místě současného zámku stávala renesanční tvrz z počátku 17. století. Roku 1714 získal líšeňské panství Jan Kryštof z Freyenfelsu, který následně započal s výstavbou nového zámku na místě starší tvrze. Jeho projekt pravděpodobně vytvořil architekt Christian Alexander Oedtl. Sochařskou výzdobu zámku a parku zhotovil Antonín Schweigl. Zřejmě roku 1724 nebo 1727 byla přistavěna zámecká kaple. Roku 1819 zámek a panství zdědil rod Belcrediů, kteří zámek nechali upravit v klasicistním stylu. Před rokem 1826 byla původní barokní zahrada upravena na přírodně krajinářský park, zachovala si však původní dispozici. Zámek sloužil jako sídlo rodu až do roku 1949, kdy byl zabaven československým státem. Na zámku byla v roce 1967 zřízena obřadní síň. V roce 1992 byl zchátralý zámek Belcrediům restituován. Po rekonstrukci zámek slouží jako hotel a místo pro pořádání kulturních a společenských akcí.

## Popis
Líšeňský zámek se nachází v centru městské části, východně od náměstí. Je to trojkřídlá jednopatrová dvoutraktová budova. Na delší hlavní západní křídlo navazují na jeho koncích kratší příčná křídla. Dvůr uzavírá z východní strany jednopatrová krytá otevřená chodba. Z východní strany na zámek navazují budovy hospodářského dvora. Fasády zámku jsou hladké, patra člení kordonová římsa. Okna přízemí hlavního průčelí rámují šambrány, v patře doplněné suprafenestrami a římsami. V ose průčelí hlavního křídla je umístěn hlavní vchod s balkonovým portikem, nesený čtyřmi pilíři. Podstřešní římsa nad balkonem nese znak a motto Belcrediů: „Et a Domino factum est istud“ (A od Pána učiněno jest toto). Za vstupem se nachází klenutá pilířová hala, s dvouramenným schodištěm vedoucím do patra. Místnosti v přízemí mají převážně klenuté stropy, v patře jsou místnosti plochostropé.
Z vnějšího průčelí jižního křídla vystupuje rizalit kaple s volutovým štítem. Do prostor kaple v prvním patře vede dvouramenné schodiště. Kaple oválného půdorysu je završena nízkou kopulí. Interiér kaple zdobí štuky Giacoma Antonia Corbelliniho a dvou neznámých malířů. Na vrcholu klenby je freska svaté Trojice, obklopená štukovým rámem.
Při jižní straně líšeňského zámku se rozkládá volně řešený park o rozloze 1,5 ha, kde převažují vzrostlé stromy rostoucí roztroušené na celé ploše, mimo menšího palouku v zadní části. Volně řešený park vznikl „anglikanizací“ původního, osově řešeného, při přestavbě zámku. Z rysů typických pro původní park zůstaly dvě aleje. Střední osa měla původně jako dominantu dvojramenné schodiště s výzdobou. Karel Hieke zde v roce 1985 popisuje výskyt 8 jehličnanů a 44 listnáčů. Z jehličnanů udává zeravy T. orientalis, T. occidentalis 'Wareana', smrk P. abies 'Barryi'. Z listnáčů popisuje buky F. silvatica 'Aplenifolia' a F. silvatica 'Atropunicea', javor jasanolistý A. negundo šácholan M. acuminata, lípu zelenou, a zimostrázy vždyzelené 'Eleagnus'.

## Galerie

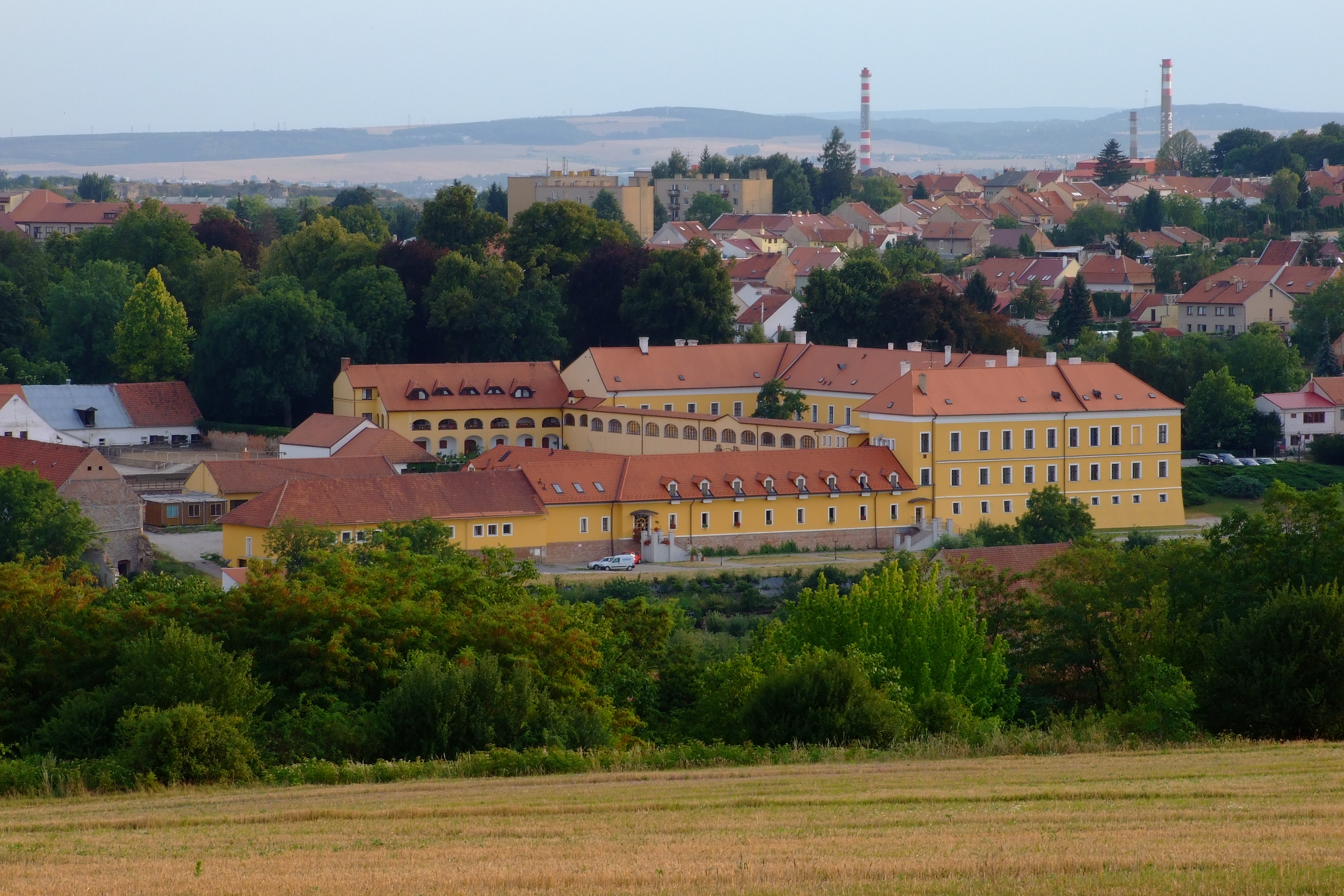
pohled od severovýchodu
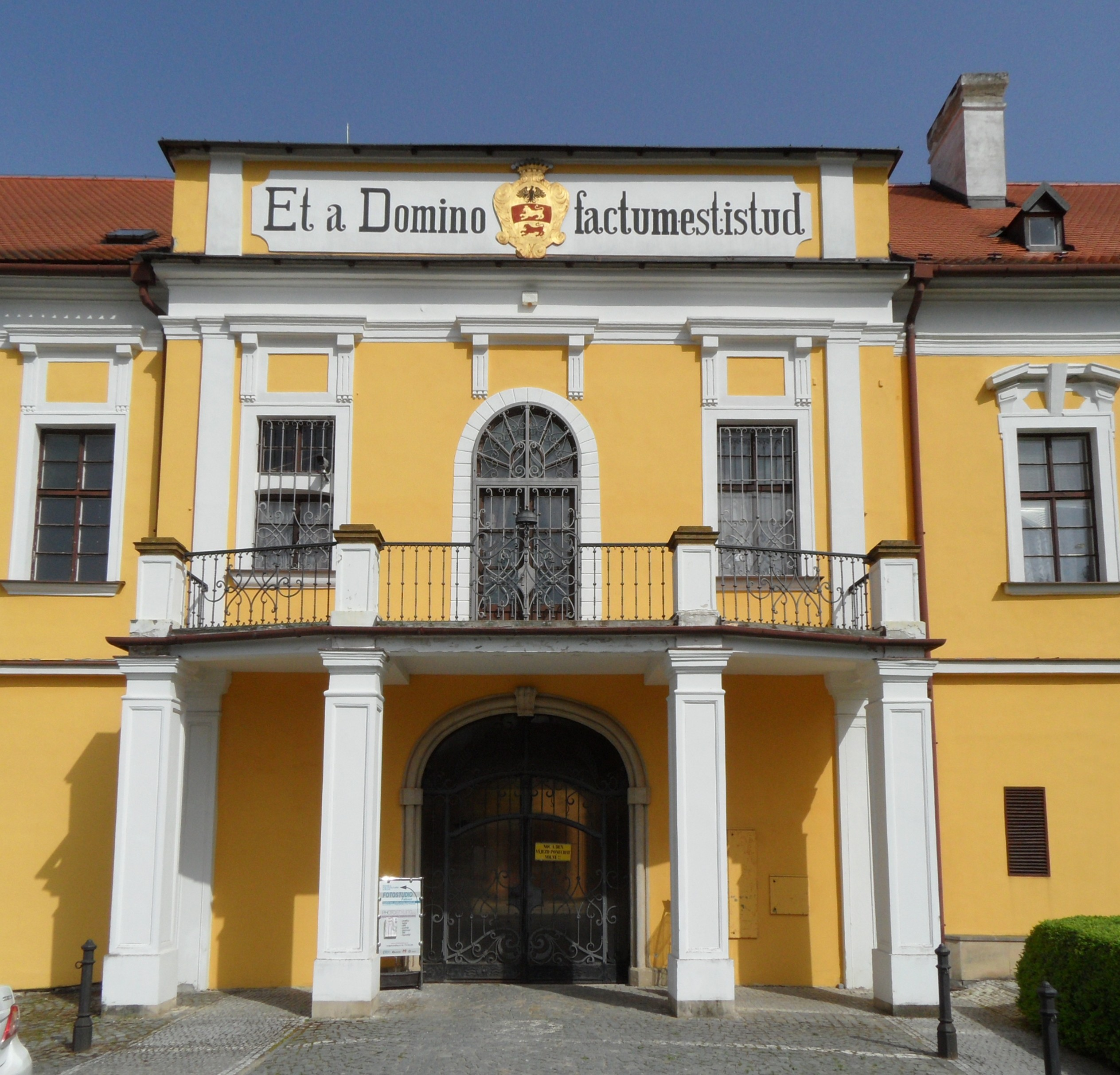
hlavní vchod
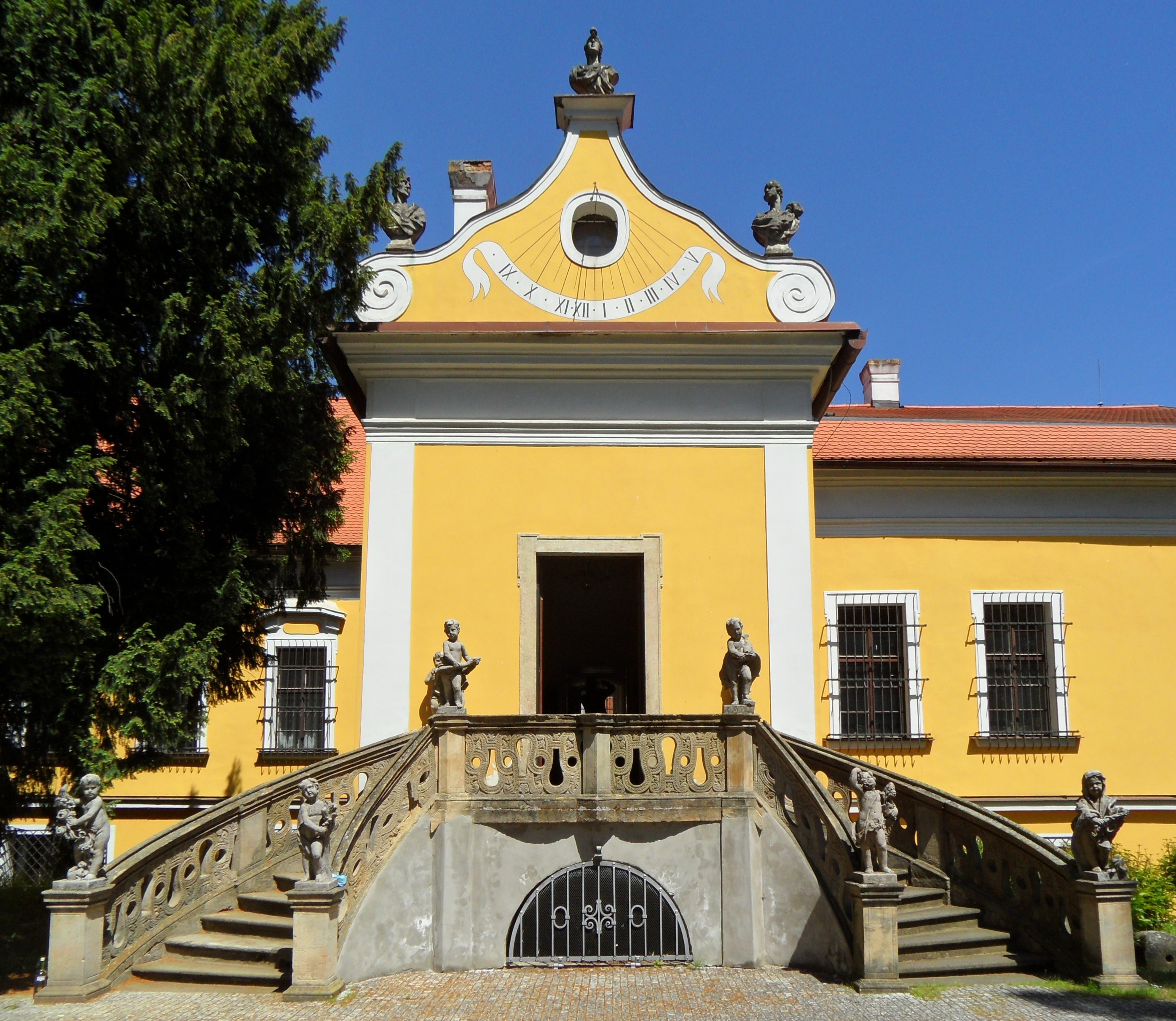
schodiště jižního křídla
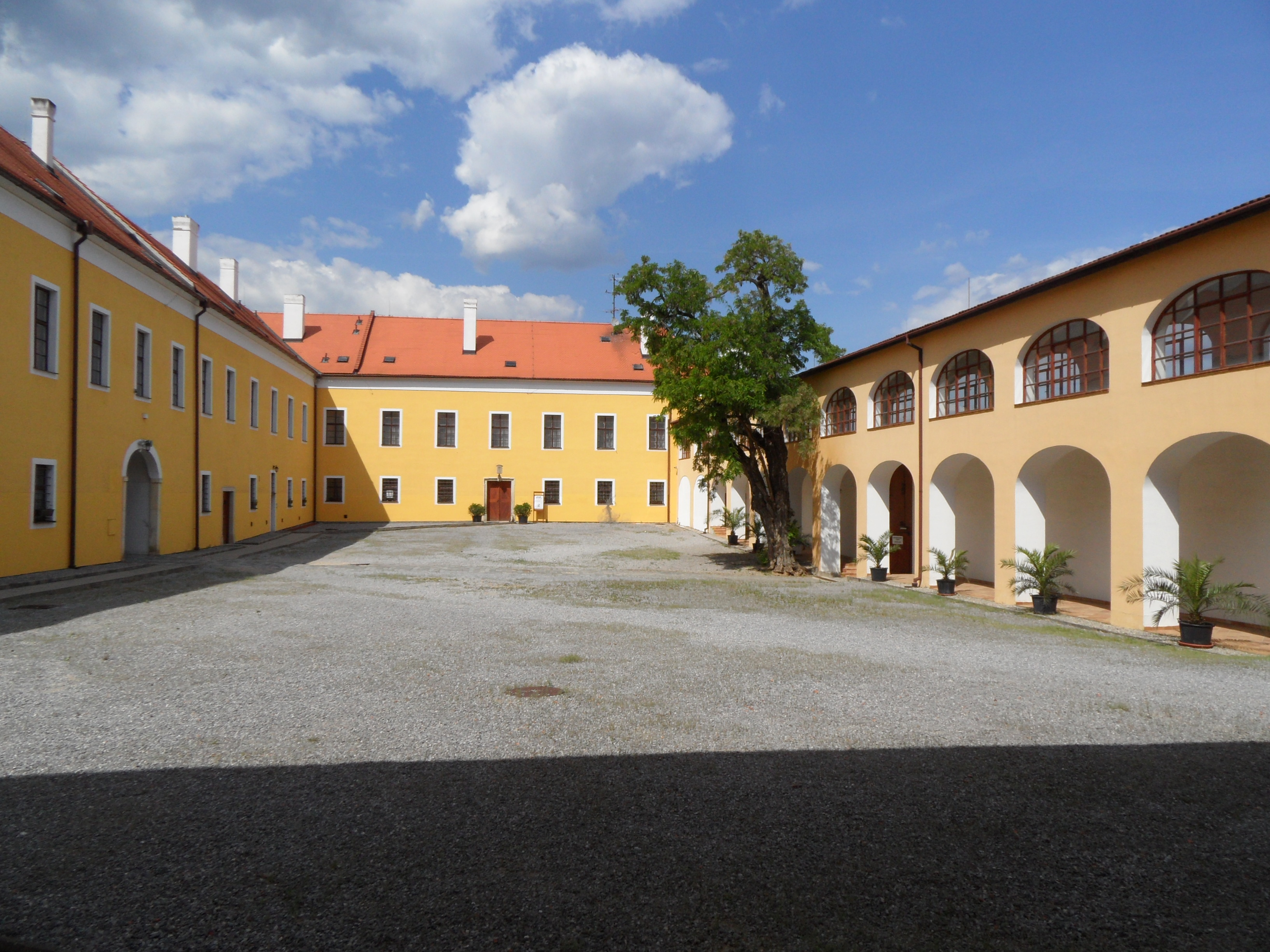
nádvoří
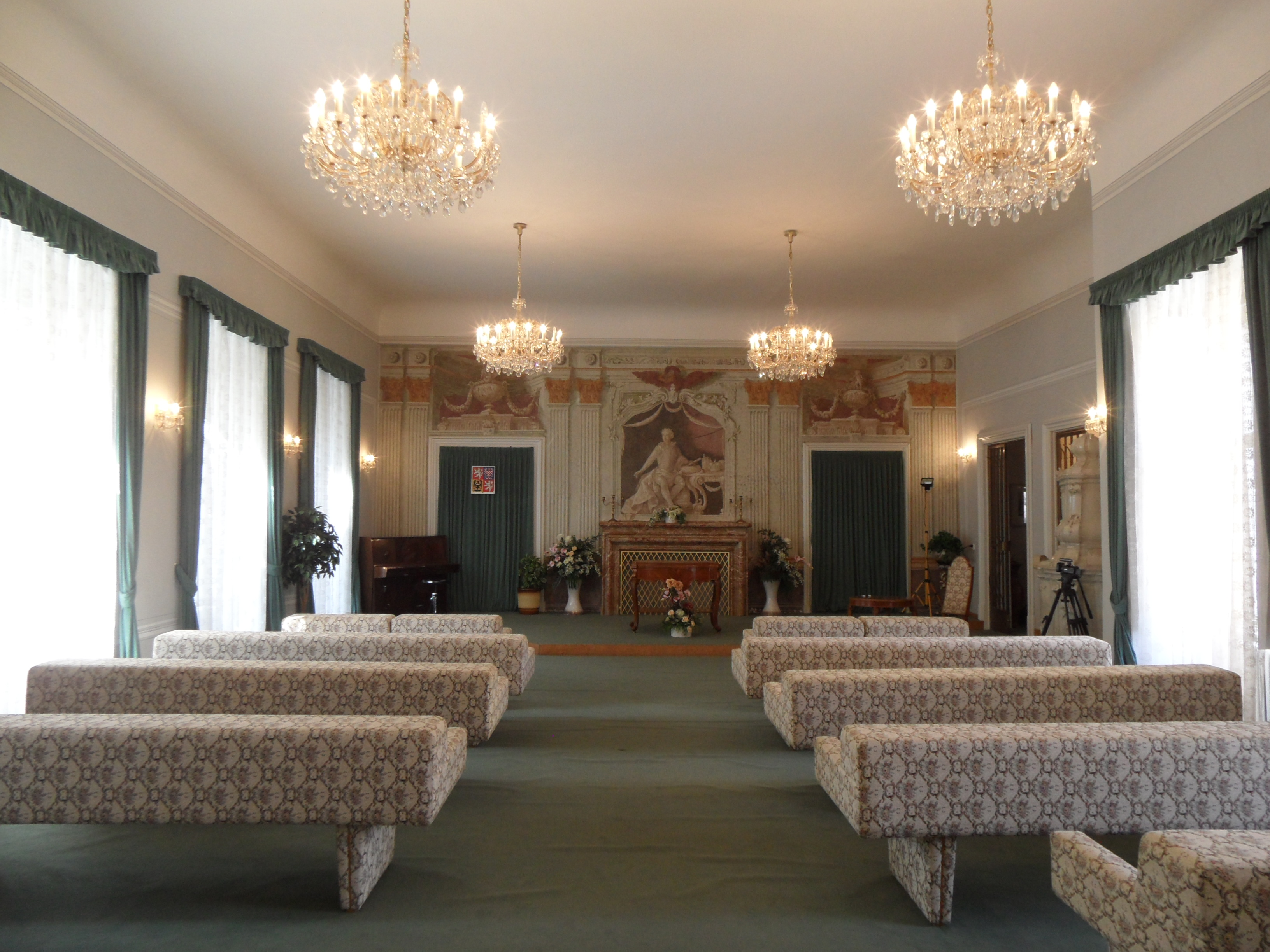
obřadní síň